# بنینگ‌بروک
بنینگ‌بروک (به هلندی: Benningbroek) یک منطقهٔ مسکونی در هلند است که در میدم‌بلیک واقع شده‌است. بنینگ‌بروک ۱٬۳۵۰ نفر جمعیت دارد.